# Río Huasaga
Der Río Huasaga ist ein etwa 420 km langer rechter Nebenfluss des Río Pastaza in Ecuador und Peru.

## Flusslauf
Der Río Huasaga entspringt auf einer Höhe von etwa 800 m 10 km östlich der Stadt Puyo in der Provinz Morona Santiago. Er durchfließt das Amazonasbecken in südsüdöstlicher Richtung. Dabei weist er zahlreich enge Flussschlingen und Altarme auf. Bei Flusskilometer 250 überquert er die Grenze nach Peru. Anschließend durchfließt er die Provinz Datem del Marañón. 80 Kilometer oberhalb der Mündung passiert der Fluss die Siedlung Huasaga.  Schließlich trifft er auf den Río Pastaza, in den er mündet. 

## Einzugsgebiet
Das Einzugsgebiet des Río Huasaga umfasst eine Fläche von etwa 4300 km². Es erstreckt sich östlich des Río Pastaza. Im Westen grenzt es an das des Río Morona.